# Federico Viviani
Federico Viviani (Lecce, 24 maart 1992) is een Italiaans voetballer die bij voorkeur als defensieve middenvelder speelt. Hij verruilde AS Roma in juli 2015 voor Hellas Verona.
Viviani stroomde in 2011 door vanuit de jeugd van AS Roma. Hij maakte daarvoor in het seizoen 2011/12 zijn profdebuut, in de Europa League.
1 Pomini ·
3 Tripaldelli ·
4 Abou ·
5 Esposito ·
7 Crociata ·
8 Mancosu ·
9 Colombo ·
11 Melchiorri ·
14 Zuculini ·
17 Capradossi ·
19 Mora ·
20 Ellertsson ·
21 Seck ·
22 Thiam ·
23 Vicari  ·
24 Dickmann ·
25 Spaltro ·
29 Peda ·
33 Coccolo ·
40 Da Riva ·
49 Rossi ·
77 Viviani ·
87 Heidenreich ·
90 Seculin ·
91 Celia ·
95 Nador ·
97 D'Orazio ·
98 Piscopo ·
99 Latte Lath ·
Coach: Clotet